# Nordkaperen

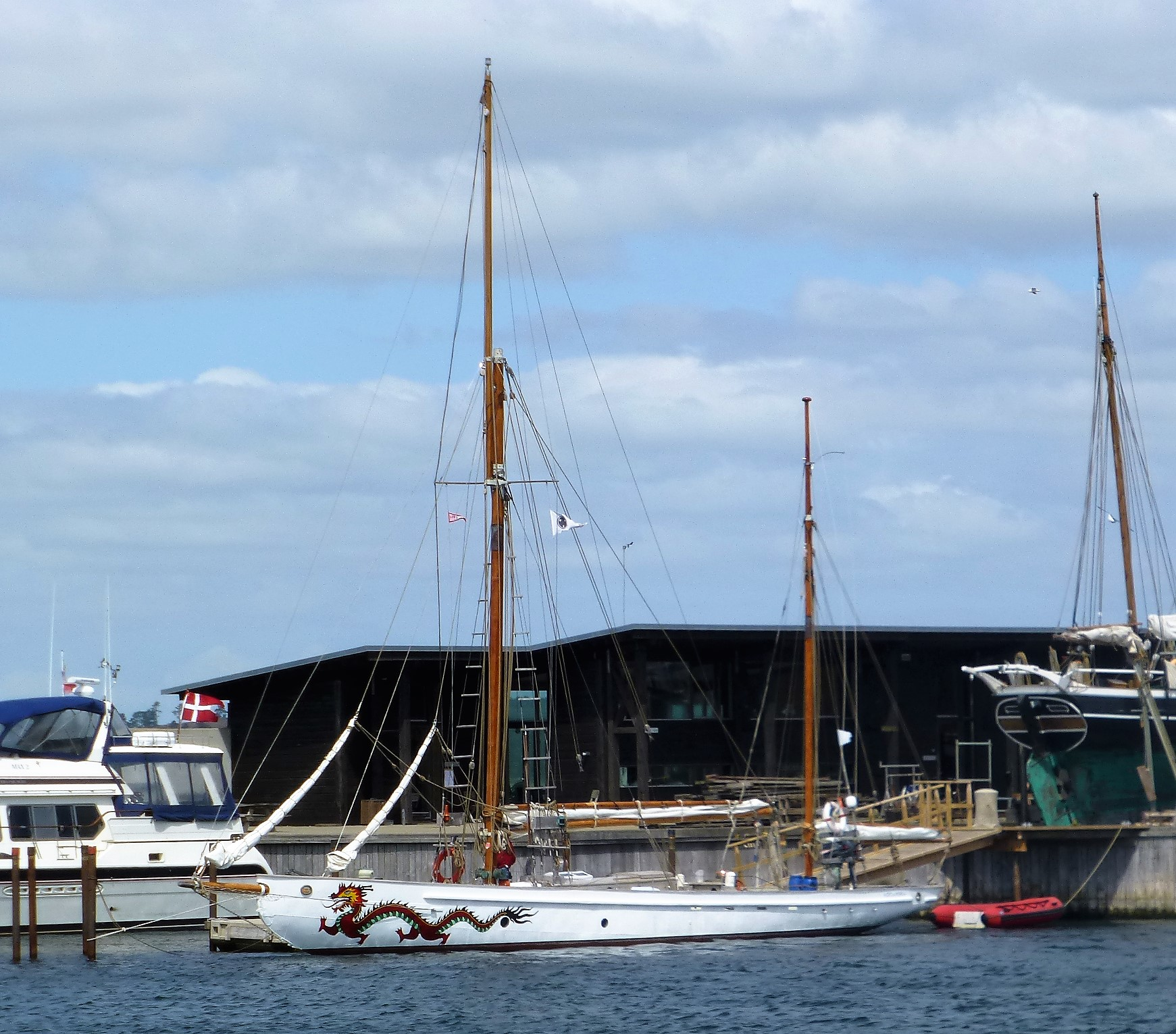
Nordkaperen i hamnen i Ebeltoft.

Nordkaperen är en gaffelriggad galeas byggd 1905 i Stettin, Polen. 
Skeppet är byggt av stål med en längd av 58 fot (17,7 m) och en bredd på 11 fot (3,4 m). Djupgåendet är 8 fot (2,4 m). Utöver segelriggen med en segelarea på 148 kvadratmeter är båten utrustad med en motor på 150 hästkrafter. Båtens deplacement är 19 ton.
Skeppet hette ursprungligen Santa Maria och byggdes för tyska miljonärer för kappseglingar i Östersjön och vid Isle of Wight i Engelska kanalen.
Äventyraren Troels Kløvedal köpte Nordkaperen 1967 tillsammans med en grupp vänner för 40 000 danska kronor och har därefter gjort åtskilliga seglatser, bland annat jorden runt tre gånger. Efter hans död övertogs hon av hans fem barn och tio andra som har seglat henne och fick hemmahamn i Helsingør.